# 柳华阳
柳华阳（1736年—？），豫章（今南昌）人，本为儒生，后弃儒入禅，在皖水双莲寺出家，后又出佛皈道。遇伍冲虚传其修内丹术秘旨，“豁然道悟。乃知慧命之道即我所本来之灵物。”遂著《慧命经》、《金仙正论》。力主清静修持，仙佛合宗。强调修丹用先天，忌用后天。